# Дическул, Дмитрий Александрович
Дмитрий Александрович Дическул (22 января 1926 года — 25 июня 2004 года) — главный инженер Пермского моторостроительного завода имени Я. М. Свердлова, Герой Социалистического Труда (1971).

## Биография
Окончил Московский авиационный институт (1949). Инженер-механик.
В 1949—1981 гг. — на Пермском моторостроительном заводе: главный инженер; в 1981—1989 гг. — в Министерстве авиационной промышленности : начальник 13-го Главного управления (двигателестроение); с 1989 г. — в ОАО «Моторостроитель» (Пермь).
Участвовал в освоении и доведении до крупносерийного производства двигателей АИ-20, Д20, Д30, Д30Ф6 для пассажирских самолётов Ил-18, Ту-124, Ту-134 и истребителя МиГ-31. Под его руководством в производство внедрены силовые установки к вертолётам конструктора М. Л. Миля, двигателей АШ82В, Д25Б, ТВ2-117 и главных редукторов для вертолётов Ми-4, Ми-6, Ми-8, Ми-12 и Ми-26, налажено производство жидкостных ракетных двигателей для армии и аэрокосмического комплекса. Руководил разработкой и внедрением системы управления качеством на заводе, механизацией и автоматизацией производства, что позволило снизить трудоёмкость изготовления продукции; освоением новых технологических процессов: холодного вальцевания компрессорных лопаток, производства бесприпускового литья из жаропрочных сплавов, особенно турбинных и сопловых лопаток, что позволило значительно увеличить ресурс двигателей. Разработки внедрены в производство на ОАО «Пермские моторы», на Запорожском, Рыбинском и Самарском моторостроительных заводах.
Умер в 2004 году в Перми.

## Семья
Сыновья: Александр (род. 1951) — кандидат технических наук, директор Пермского авиационного техникума им. А. Д. Швецова (с 1999), почётный гражданин Перми и Михаил (род. 1953) — и. о. генерального директора Пермского моторного завода в 2003—2006 годах, генеральный директор ЗАО «Управляющая компания „Пермский моторостроительный комплекс“» в 2007—2011 годах.

## Награды и премии
- Медаль «Серп и Молот»
- Награждён орденами Ленина (1971), Октябрьской Революции (1984), Трудового Красного Знамени (1966,1976), медалями
- Лауреат Государственной премии СССР, премии Совета Министров СССР (1985)
- Заслуженный машиностроитель РСФСР (1981), Почётный авиастроитель (1981,1988), отличник Аэрофлота (1983)